# Jean-Pierre Mathias
 (juin 2024).
Jean-Pierre Mathias est un conteur breton gallésant, originaire du Pays de Dol, né le 10 juillet 1956 à Baguer-Morvan.

## Biographie
Jean-Pierre Mathias a d'abord travaillé comme animateur socioculturel, tout en contant en amateur depuis 1979. Il est l'un des initiateurs des Assembiées d'La Bouéz (Assemblée de la Bouèze) qui réunirent chanteurs, musiciens, danseurs et conteurs traditionnels de Haute-Bretagne dès 1978.
De 2007 jusqu'à sa retraite en août 2018, il devient conteur à titre professionnel ; il s'implique également dans la transmission de l'art du conte, notamment en direction des enfants. À ce titre, il est le cofondateur et membre actif de l'association Graines de conte.

## Répertoire
Son répertoire de contes est en français et en gallo. Jean-Pierre Mathias privilégie la tradition populaire recueillie en Haute-Bretagne, notamment dans le Pays de Dol à la faveur de l'œuvre de folkloriste de François Duine, doublé des collectes notées dans le canton de Pleine-Fougères sous l'impulsion de Oscar Havard.
Également ceux d'Angélina Duplessix, conteuse de la bourgeoisie Rennaise née en 1857 et décédée en 1909 après avoir publiée trois contes. Il conte notamment « Rigagol et les 3 fileuses » issues du répertoire de 20 contes d'Angélina Duplessix.
Mais Jean-Pierre Mathias actualise également ces contes anciens et fait la place à différents contes et légendes de tradition orale venus d'autres terroirs et univers.

## Distinctions
- Bogue d'or des conteurs à Redon en 2000.
- Kan ar Bobl des conteurs de Bretagne à Pontivy en 2005.

## Publications

### Livres
- François Duine, Contes, légendes, chansons et « notes de folk-lore » : Traditions populaires recueillies en Bretagne entre 1890 et 1924, co-édition Dastum & P.U.R.-Presses Universitaires de Rennes, collection Patrimoine Oral de Bretagne [archive], 2025.
- « François Duine – Intime et sensible (1874-1924) – Centenaire de la mort de François Duine – Intellectuel prêtre et poète de Bretagne sous la IIIème République », Le Rouget de Dol, Hors-série printemps 2024 (biographie à l’initiative de Jean-Pierre Mathias, préface de Bernard Heudré)
- "découvreur-transcripteur" des Lettres et notes du temps de la grande guerre, de François Duine, éd. À l’ombre des mots, 2023 (préface et notes d' Erwan Le Gall, docteur en Histoire contemporaine)
- Contes de l’In-certain temps, éditions Goater, 28/04/2022
- Contes à boire, sans modération, éditions Goater, 2018
- Contes et légendes d'Ille-et-Vilaine, De Borée éditions, 2012

### Articles
- Contes & Folklore : Le curé de Rimou, Travouil n°68, revue de l'APPAC
- "François Duine... « d'Outre-mort »", « Le Rouget de Dol[A 6] » no 126, 2ème semestre 2024 [la thématique de la mort dans l'œuvre du folkloriste  François Duine]
- Contes & Folklore : Saint Court-en-Bruyère, saint Tire-au-joug et saint Bêlant, Travouil n°67, revue de l'APPAC
- "Une grosse brassée de folklore", « Le Rouget de Dol[A 6] » no 125, 1er semestre 2024 [annonce de la parution prochaine de l'anthologie "Contes, légendes, chansons et « notes de folk-lore »" de François Duine]
- "Gigantesque, titanesque et Himalayèque !", « Le Rouget de Dol[A 6] » no 124, 2ème semestre 2023 [formule d'éclat de François Duine, réagissant à un texte d'Arthur de la Borderie au sujet de Saint Efflam]
- Contes & Folklore : Jean l'diot, Travouil n°66, revue de l'APPAC
- 14-18 : un inédit de François Duine !, « Le Rouget de Dol[A 6] »  no 123, 1er semestre 2023 [présentation des "Lettres et notes de la Grande Guerre", éd. À l'ombre des mots].
- Le coq et le renard, « Le Rouget de Dol[A 6] »  no 123, 1er semestre 2023 [variations autour d'un conte recueilli par François Duine].
- Croix de bois votives sculptées sur fût, Couesnon - Marches de Bretagne au cœur d’un style particulier, Travouil n°65, revue de l'APPAC
- Hommage à Claude-Henry Galocher, « Le Rouget de Dol[A 6] »  no 121, 1er semestre 2022.
- Quelques "histoires belges" en pays de Dol, « Le Rouget de Dol[A 6] »  no 121, 1er semestre 2022 [Un aperçu des béotiens soumis aux moqueries des habitants du "GRAND saint Dol" : Combourg, Cherrueix, Carfantin, Plerguer, Épiniac, Lourmais].
- Croix de chemin avec Arma Christi aux Marches de Bretagne orientale, «  Sēmēion Med » n° 7-2022, revue universitaire marocaine. [lire en ligne]
- Dol, cité ROYale !, « Le Rouget de Dol[A 6] »  no 120, 2e semestre 2021.
- L’ivrogne qui tue ses parents, chanson-scoop attestée au XVIIe siècle en pays de Dol (Coirault 9709), « Le Rouget de Dol[A 6] »  no 119, 1er semestre 2021.
- Entre orature et littérature, contribution au chapitre "La littérature de Haute Bretagne et en gallo", in « Femmes de lettres en Bretagne, Matrimoine littéraire et itinéraires de lecture » (éditions Goater, Coll. Beaux Livres Papier Timbré, 396 pages et 250 autrices, mai 2021). Article faisant notamment les portraits de 3 femmes qui ont transcrit elles-mêmes les contes qui les animaient, mêlant expression orale et transmission écrite. Issues de 3 classes sociales différentes, elles sont, chacune, remarquables dans leur double posture de "porteuses de tradition" & de "frères Grimm" : Elvire de Cerny - la noble qui connut les salons parisiens, Virginie Desgranges - la domestique & adolescente du pays de Dol/Pleine-Fougères, Angélina Duplessix - l'honorable bourgeoise rennaise...)
- "Dol-Combourg et la source du merveilleux Arthurien" (exposition de l'artiste Anne Hamelin), « Le Rouget de Dol[A 6] »  no 118, 2e semestre 2020.
- Galo-Gallo, patois, pachu... (en pays de Dol), « Le Rouget de Dol[A 6] »  no 118, 2e semestre 2020.
- Les langues bretonnes en pays de Dol, « Le Rouget de Dol[A 6] »  no 117, 1er semestre 2020.
- À propos de "trésors", « Le Rouget de Dol[A 6] »  no 117, 1er semestre 2020.
- Animaux en voyage, conte de Saint-Georges-de-Gréhaigne et de Saint-Malo, « Le Rouget de Dol[A 6] » no 116, 2e semestre 2019.
- Les sorciers d'Épiniac, « Le Rouget de Dol[A 6] » no 115, 1er semestre 2019.
- La poume naire, La pomme noire et le bon ange, « Le Rouget de Dol[A 6] » no 113, 1er semestre 2018.
- Pratiques actuelles du conte en Bretagne, la renaissance du dire[4]
- Conter les eaux coule de source !... de multiples contes et mythes se rapportent à l'eau (dossier incitant à des actions face au défi planétaire), dans [lire en ligne] « Polypode » no 12], printemps-été 2008.
- Contes populaires de Pleine-Fougères, le manuscrit Havard révèle enfin ses trésors (Présentation de l'ouvrage organisé par Jean-Louis Le Craver : "Contes populaires de Haute-Bretagne"), « Musique bretonne » no 206, janvier-février 2007.
- (contribution à l'article) Églises et chapelles où la chèvre a pris le loup, Pierre Glaizal, « Mythologie Française », Bulletin de la Société, décembre 2006, n°224, p. 9 (p. 33 : Pléchâtel, frontière gauloise et traces gargantuesques)
- (contribution à l'article) Mirlikovir : un démon gaulois ?, Marc Déceneux, « Mythologie Française », Bulletin de la Société, 2ème trimestre 2003, n°211, p. 3
- Birou... drôle de nom, ou le bien - nommé « pouçot » de chez nous, Conte d'enfants de Guipel, L’aiguille qui pénètre, L’ours qui pète au printemps (conte type Pouçot, Aa & Th no 0700).
- François Duine, folkloriste et traditionniste, « Le Rouget de Dol[A 6] » no 82, 2e semestre 2002.
- François Duine Outre-Manche, « Le Rouget de Dol » no 81, 1er semestre 2002.
- Mirlikovir, Virlicovir, Mirlikovin, Berlicochet... ou de quelques signifiantes déclinaisons du «NOM de l’AIDE» (conte type Le nom de l'aide, ou du diable, Aa & Th no 0500), « Le Rouget de Dol » no 81, 1er semestre 2002.
- Le Pays de Dol est-il un pays spécifique de musique ?, in " Musique et danse traditionnelles et territorialité", Arts Vivants en Ille-et-Vilaine, 2001.
- Bidoche ou le carnaval du Pays de Dol (en collaboration avec Yves Defrance), « Le Rouget de Dol » no 29, 1er trimestre 1980.
- Le carnaval Bidoche, « Musique bretonne », mai 1980.

### Préfaces
- L'arbre à guillemets  (contes-nouvelles), Gilbert Guyot, Éd. de l'Onde, 2020
- La Dame de la Cathédrale de Dol[5] (roman historique, XIIIe siècle), Frédéric Dibout, 2020

### Enregistrements ethnographiques
- Musique Bretonne 1. Vieilles chansons, histoires et danses du pays de Dol] (en collaboration avec Yves Defrance), Cassette, La Bouèze & SKV, 1980.

### Enregistrements de contes
- Le Grand Fusiquin (conte type Le magicien et son élève, Aa & Th no 0325), l'un des 4 contes du livre audio collectif  Parole de Bretagne, partagé avec Louise de Brécilien, Ozégan, Rémy Cochen, éd. dændrevi Le livre qui conte, 2024.
- La Chasse-Arthur,  Traditions voyageuses dans l’espace francophone, Mémoires entrelacées, Actes des rencontres de Nantes, Tome 2, L’Harmattan, 2019 [p. 273 : transcription du conte dit le 21 octobre 2014... plage 24 du DVD joint : séquence filmée par Paul Jeuland à La Bazouge-du-Désert le 4 décembre 2015]
- Le Pape (conte type les trois langages, Aa & Th no 0671), double CD  « Veillées "Chez Léone" à Bovel », coll. "Conteurs et chanteurs de Haute-Bretagne", L'Épille (EPL 012), 2008.
- La Chasse Artu, Le père Laitu, CD « 10 ans de Rendez-vous Contes en Pays de Fougères », coll. "Mémoire orale en Haute-Bretagne", La Granjagoul, 2007.
- Les 13 grains de blé (conte type Le magicien et son élève, Aa & Th no 0325), CD « Ramaojrie », La Bouèze (LB 1012), 1999.
- Mégalithes & légendes, Musée de Bretagne, 2005.

### Enregistrements de chansons
- Derrière chez nous il y'a t'un capitaine (complainte reçue d'Aline Foligné en septembre 1979), CD «  Musiques au Pays de Dol de Bretagne », Kerig, 2008.
- De tout côté que je m’y tourne (complainte reçue d'Aline Foligné en septembre 1979, catalogue Coirault : 3308, La blonde qui a trop fait la difficile), CD Les Routiniers « En avant- deux ! », Autoprod, 2008.
- Y-a-ti cor’ du monde dans l’ahao ? (série de notes d'avant-deux avec Pierrick Cordonnier), CD Les Routiniers « En avant- deux ! », Autoprod, 2008.
- Jean de Lignao (en réponse avec Pierrick Cordonnier, Catalogue Laforte : I, J-12, L'apprenti pastouriau ; Catalogue Coirault : 4602, idem), CD Les Routiniers « En avant- deux ! », Autoprod, 2008.

## Documentation
- Mari Courtas, « Le Trader - Jean-Pierre Mathias », Rennes Métropole, numéro spécial « Cultures bretonnes », 2013